# 支那学 (雑誌)
『支那学』（しながく）は、1920年（大正9年）9月に創刊され、1947年（昭和22年）8月号まで刊行された、日本の学術雑誌である。正式な誌名は『支那學』。

## 概要
20世紀に入って京都帝国大学文科では、狩野直喜（支那語学支那文学）・桑原隲蔵（東洋史学）・内藤虎次郎（湖南）（同）の3教授を中心に中国学（当時は「支那学」）の研究が盛んになり、「京都支那学」（京大支那学）と称される勢いであった。もともと京都帝大では設立当初の文科に「支那学科」を設置しようとする動きがあったが実現なかった事情があり、このため狩野・内藤は、哲学科（支那哲学）・史学科（東洋史学）・文学科（支那文学）に分けられていた支那学研究者・学生を、学科を横断して糾合し「支那学会」という学会を結成した。この学会に属した若手学者のなかで自分たちの研究成果を発信する雑誌を出そうとする動きが起こり、彼らは本田成之を代表とする「支那学社」の名の下に1920年9月、『支那学』を弘文堂書房より創刊、同誌の編集発行に当たった（創刊の「発起人」には本田の他に当時新進気鋭の若手であった小島祐馬（支那哲学史）・青木正児（支那文学）が名を連ねている）。
創刊号に掲げられた「発刊の辞」は青木によるものとされ、「人の支那学を顧みざる、当世より甚だしきは莫（な）し」という状況を嘆き、支那学という「王国を紙上に立てざる可からず」ことを高らかに宣言したものであった。初期の誌面では、発起人の3名を始めとして狩野・内藤の他神田喜一郎・鈴木虎雄・武内義雄ら京都支那学の全盛期を支えた人々がたびたび投稿している。特に内藤が『尚書』の文献学的批評を試み、諸篇が成立した順序を推定しようとした論考「尚書編次考」は第1巻第7号に掲載されている。『支那学』創刊の背景としては、旧態依然たる漢学を打破して科学的な学問を作り上げようとする熱意とともに、当時勃興しつつあった西欧諸国のシノロジー対する強い対抗意識があり（「支那学」という誌名自体が「シノロジー」を意識したものである）、同誌は常に西欧における研究動向に注意を払っていた。
『支那学』は、やがて支那学会の事実上の機関誌となり、第二次世界大戦後、同学会が休眠状態に陥るにともない、1947年8月の第12巻第5号をもって終刊となった。

## 書誌
創刊当初は京都の書肆・彙文堂から編集発行されたが、のちに同じ京都の弘文堂書房に発行元が移り終刊まで変わらなかった。第10巻では「小島本田二博士還暦記念」と題された特別号（1942年（昭和17年）4月）が発行されている。
1969年（昭和44年）には弘文堂から復刻版が刊行された。

## 同名の雑誌
1894年（明治27年）から翌1895年まで同名の『支那学』が京都の「漢文書院」より発刊されており、通巻16号を刊行した。